# Brookfield (Wisconsin)
Brookfield ist eine Stadt im Waukesha County im Südosten des US-amerikanischen Bundesstaates Wisconsin. Das U.S. Census Bureau ermittelte bei der Volkszählung 2020 eine Einwohnerzahl von 41,464.
Die Stadt ist nach Waukesha die zweitgrößte im gleichnamigen County, das Bestandteil der Metropolregion Milwaukee ist. Die Stadt wurde 1954 gebildet.

## Geographie
Brookfield liegt auf 43°3'29" nördlicher Breite und 88°6'53" westlicher Länge und erstreckt sich über 70,0 km², die sich auf 69,6 km² Land- und 0,4 km² Wasserfläche verteilen. Brookfield liegt auf der Wasserscheide zwischen dem Fox River, der über den Illinois River und den Mississippi in den Golf von Mexiko entwässert und dem Michigansee, dessen Wasser über die Großen Seen und den Sankt-Lorenz-Strom in den Nordatlantik abfließt.
Brookfield liegt 20 km westlich von Milwaukee. Am östlichen Stadtrand verläuft in Nord-Süd-Richtung der vierspurig ausgebaute U.S. Highway 45, am südlichen Rand der U.S. Highway 18.
Durch die Stadt verlaufen auch eine Reihe Bahnlinien, die von Milwaukee nach Westen führen.
Neben Milwaukee sind die nächstgelegenen größeren Städte Waukesha (14,2 km südwestlich), Wisconsins Hauptstadt Madison (114 km westlich) und Racine (66 km südöstlich).

## Demografische Daten
Bei der offiziellen Volkszählung im Jahre 2000 wurde eine Einwohnerzahl von 38.649 ermittelt. Diese verteilten sich auf 13.891 Haushalte in 11.223 Familien. Die Bevölkerungsdichte lag bei 555,0 Einwohnern pro Quadratkilometer. Es gab 14.246 Wohngebäude, was einer Bebauungsdichte von 204,6 Gebäuden je Quadratkilometer entsprach.
Die Bevölkerung bestand im Jahre 2000 aus 94,2 Prozent Weißen, 0,8 Prozent Afroamerikanern, 0,1 Prozent Indianern, 3,8 Prozent Asiaten und 0,2 %anderen. 0,8 Prozent gaben an, von mindestens zwei dieser Gruppen abzustammen. 1,2 Prozent der Bevölkerung bestand aus Hispanics, die verschiedenen der genannten Gruppen angehörten.
26,8 Prozent waren unter 18 Jahren, 4,6 Prozent zwischen 18 und 24, 23,2 Prozent von 25 bis 44, 27,8 Prozent von 45 bis 64 und 17,6 Prozent 65 und älter. Das mittlere Alter lag bei 42 Jahren. Auf 100 Frauen kamen statistisch 93,7 Männer, bei den über 18-Jährigen 90,8.
Das mittlere Einkommen pro Haushalt betrug 75.225 US-Dollar (USD), das mittlere Familieneinkommen 83.691 USD. Das mittlere Einkommen der Männer lag bei 62.351 USD, das der Frauen bei 37.589 USD. Das Prokopfeinkommen belief sich auf 37.292 USD. Rund 1,4 Prozent der Familien und 2,2 Prozent der Gesamtbevölkerung lagen mit ihrem Einkommen unter der Armutsgrenze.

## Söhne und Töchter der Stadt

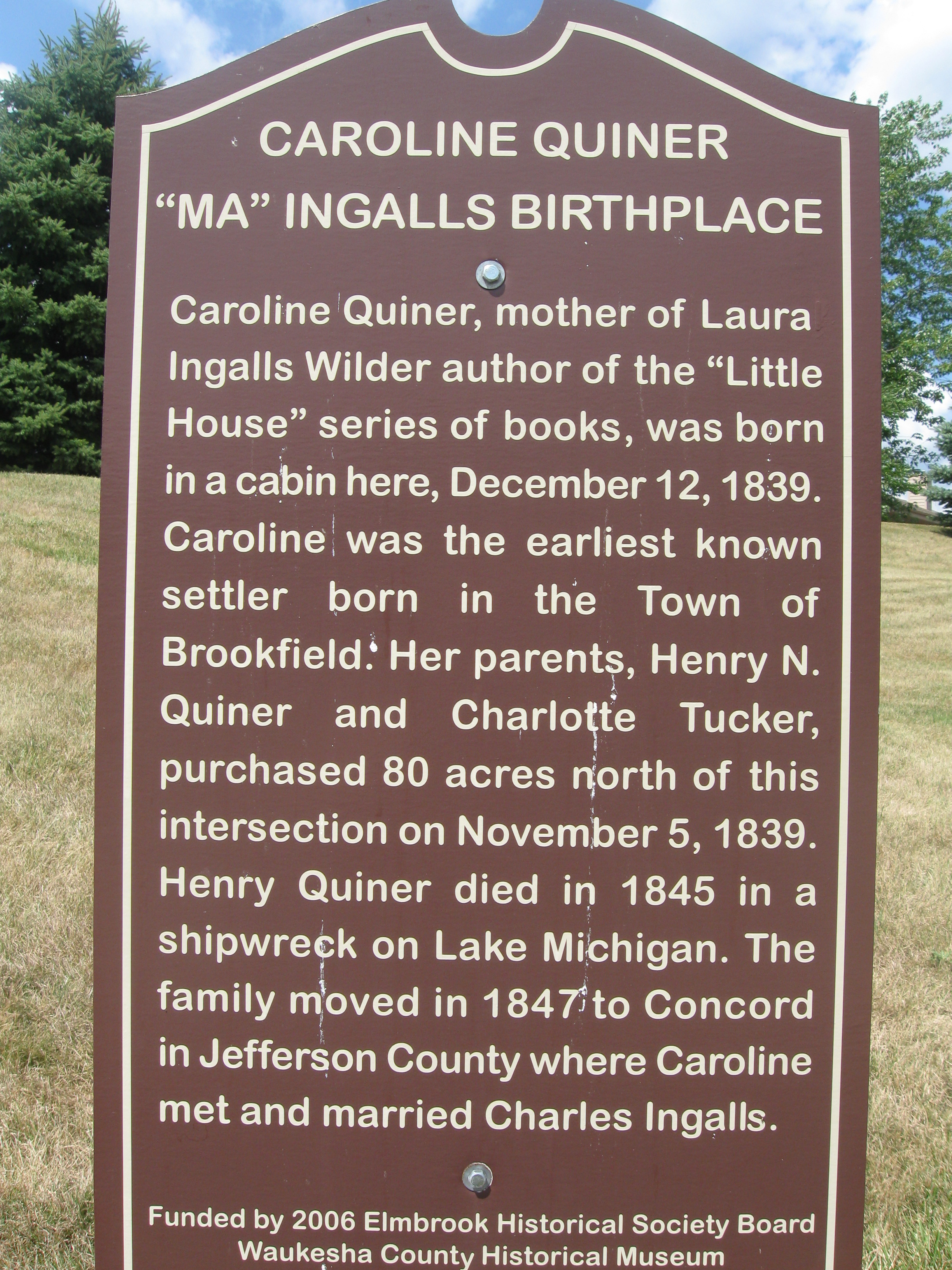
Tafel am Geburtsort von Caroline Ingalls, der Mutter der Autorin Laura Ingalls Wilder

- Bill Carollo (* 1951), NFL-Schiedsrichter
- Susan Engeleiter (* 1952), Senatorin in Wisconsin
- Caroline Ingalls (1839–1924), Mutter der Autorin Laura Ingalls Wilder
- Matt Katula (* 1982), NFL-Profi (Baltimore Ravens, New England Patriots)
- Joe Panos (* 1971), NFL-Profi (Philadelphia Eagles, Buffalo Bills)
- Molly Seidel (* 1994), Langstreckenläuferin
- Joe Thomas (* 1984), NFL-Profi (Cleveland Browns)
- Frank Urban (1930–2008), Abgeordneter der Wisconsin State Assembly (1989–2005)

## Partnerstädte
Brookfield unterhält mit dem hessischen Seligenstadt eine Partnerschaft.